# Minua choroniensis
Minua choroniensis is een hooiwagen uit de familie Minuidae.